# Schönberg (Mark)

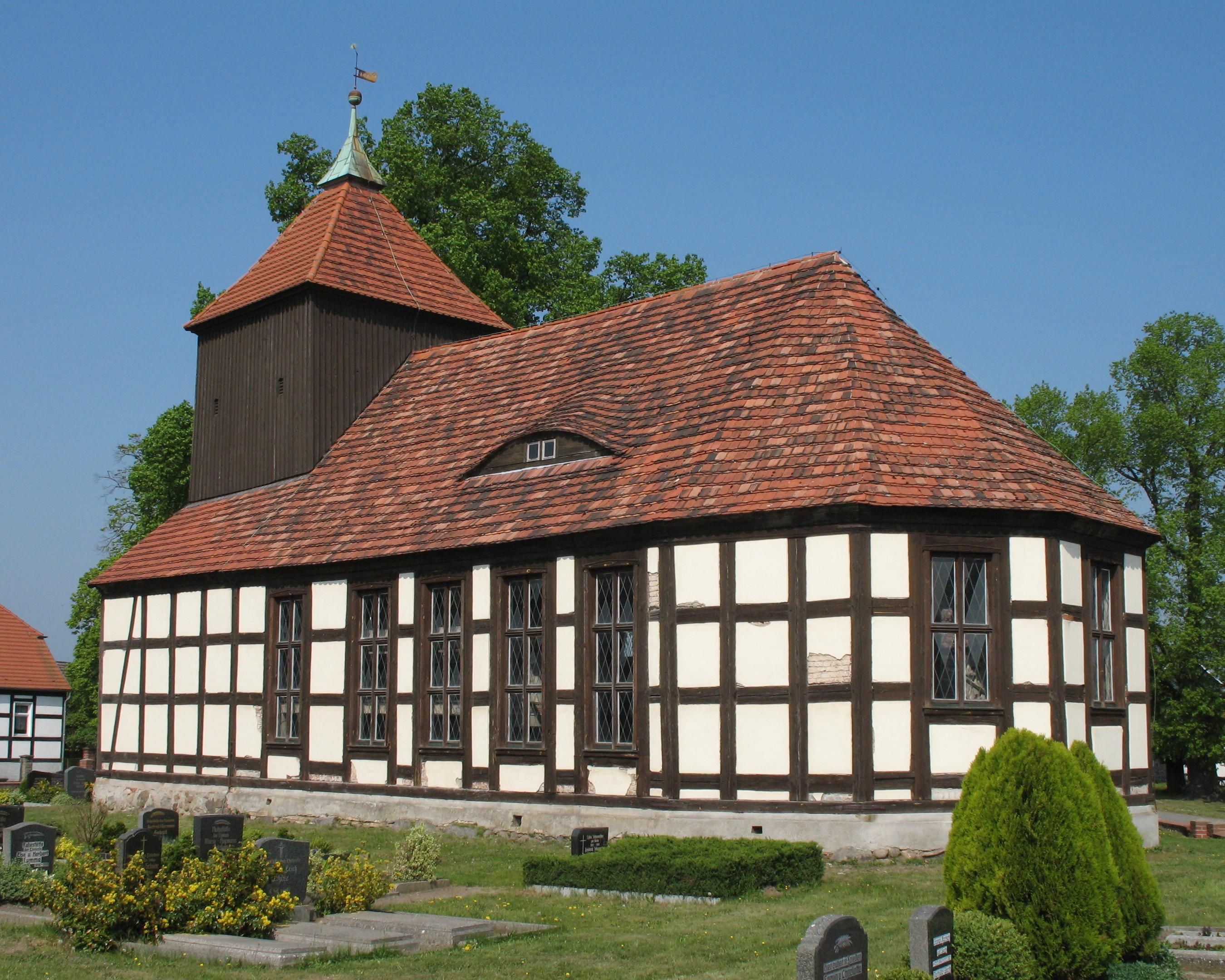
Die Dorfkirche

Schönberg (Mark) ist ein Ortsteil der Gemeinde Lindow (Mark) im Landkreis Ostprignitz-Ruppin  im Land Brandenburg. Hier lebten im Jahre 2001 273 Einwohner.

## Geographie
Schönberg liegt vier Kilometer südlich von Lindow (Mark) an der Straße nach Herzberg (Mark). Südlich von Schönberg verläuft die B 167. Im Westen des Ortes befinden sich Felder, im Osten Wälder.

## Geschichte
Die Ortschaft Schönberg wird indirekt das erste Mal im Jahre 1365 erwähnt. Der Name stammt wahrscheinlich von der 60 Meter hohen Erhebung Schöne Berg ab. Um 1490 war Schönberg ein Teil der im Kern reichsunmittelbaren Herrschaft Ruppin unter der Landesherrschaft der Grafen von Lindow-Ruppin. Vor 1525 kam es zum Kloster Lindow. Von 1541 bis 1764 gehörte Schönberg zum Amt Lindow (Mark), von 1764 bis 1872 zum Amt Alt Ruppin. Ab 1992 gehörte die Gemeinde zum Amt Lindow (Mark), bis es 2003 ein Ortsteil von Lindow (Mark) wurde.
Im Dreißigjährigen Krieg traten in Schönberg große Schäden auf, so waren 1652 von 20 Höfen 14 wüst. In den Jahren 1750, 1766, 1791 und 1796 wurden durch Brände viele Gebäude zerstört. 1896 erhielt Schönberg einen Haltepunkt an der Bahnstrecke Lindow-Löwenberg. 1953 wurde die LPG Typ I Rote Fahne gegründet, daraus wurde 1959 in eine LPG Typ III.

## Dorfkirche
In Schönberg gibt es zwei Baudenkmale, die Dorfkirche Schönberg und den sowjetischen Ehrenfriedhof.
- Dorfkirche: Die Kirche steht mitten im Ort an der Dorfstraße. Sie wurde 1689 erbaut. Es ist ein Saalbau aus Fachwerk, an der Westseite befindet sich ein Turm mit Pyramidendach. Der Kanzelaltar ist aus der Bauzeit, ebenso der Taufengel. Die größere von zwei Bronzeglocken stammt möglicherweise aus dem 15. Jahrhundert und hat einen Durchmesser von 87 Zentimeter, die kleiner stammt möglicherweise aus dem 14. Jahrhundert und hat einen Durchmesser von 70 Zentimeter.

- Sowjetischer Ehrenfriedhof: Der Ehrenfriedhof wurde im Jahre 1946 angelegt und in den Jahren 1967 und 2002 renoviert. Der heutige Obelisk ist aus Granit, vor der Renovierung war er aus Steinguss. Es steht auf einem Sockel mit zwei Stufen.  Auf dem Obelisk sind 26 Namen von Gefallenen verzeichnet, genannt werden auch drei Unbekannte. Nördlich des Ehrenfriedhofes befindet sich eine Gedenktafel für die Opfer des Todesmarsches.